# Вяткин, Зосим Иванович
Зосим Иванович Вяткин (20 сентября 1903, дер. Андреевская, Вологодская губерния — 21 января 1945, Иновроцлав, Польша) — старший сержант Рабоче-крестьянской Красной Армии, участник Великой Отечественной войны, Герой Советского Союза (1945).

## Биография
Родился в 20 сентября 1903 года в деревне Андреевская (ныне в Котласском районе Архангельской области) в крестьянской семье. Получил начальное образование. В 1920-х годах проходил службу в артиллерийских частях Рабоче-крестьянской Красной Армии. Демобилизовавшись, проживал и работал в Котласе. В августе 1941 года Вяткин был вторично призван в армию и направлен на фронт Великой Отечественной войны. Участвовал в боях на Западном, Брянском, 1-м и 2-м Украинских, 1-м Белорусском фронтах. Участвовал в боях в Смоленской области, обороне Воронежа, битве за Днепр, освобождении Украинской ССР. К январю 1945 года гвардии старший сержант Зосим Вяткин командовал орудием мотострелкового батальона 34-й гвардейской мотострелковой бригады 12-го гвардейского танкового корпуса 2-й гвардейской танковой армии 1-го Белорусского фронта. Отличился во время освобождения Польши.
За семь дней наступления бригада Вяткина совершила рывок к городу Хоэнзальца (ныне — Иновроцлав), являвшемуся крупным узлом вражеской обороны. 21 января 1945 года расчёт Вяткина одним из первых ворвался в город. В уличных боях артиллеристы вели огонь по пулемётным точкам, засадам вражеских солдат с фаустпатронами. В ходе дальнейшего продвижения в глубь города расчёт оторвался от советских подразделений и почти оказался в окружении. Ему удалось отбить четыре контратаки, подавив огонь шести пулемётов, уничтожив пять групп солдат с фаустпатронами. Несколько членов расчёта, в том числе и сам Вяткин, получили ранения, но не покинул своей позиции, продолжая вести огонь. Во время пятой контратаки весь расчёт выбыл из строя, и тогда Вяткин в одиночку продолжил вести огонь. Он успел сделать четыре выстрела, уничтожив миномёт и 10 солдат и офицеров противника, когда был убит пулемётной очередью. Похоронен в Иновроцлаве (Польша).
Указом Президиума Верховного Совета СССР от 27 февраля 1945 года за «образцовое выполнение боевых заданий командования на фронте борьбы с немецкими захватчиками и проявленные при этом отвагу и геройство» гвардии старший сержант Зосим Вяткин посмертно был удостоен высокого звания Героя Советского Союза. Также был награждён орденом Ленина. Навечно зачислен в списки личного состава воинской части. В честь Вяткина названа улица в Котласе, сельская школа.